# Linux (detergente)

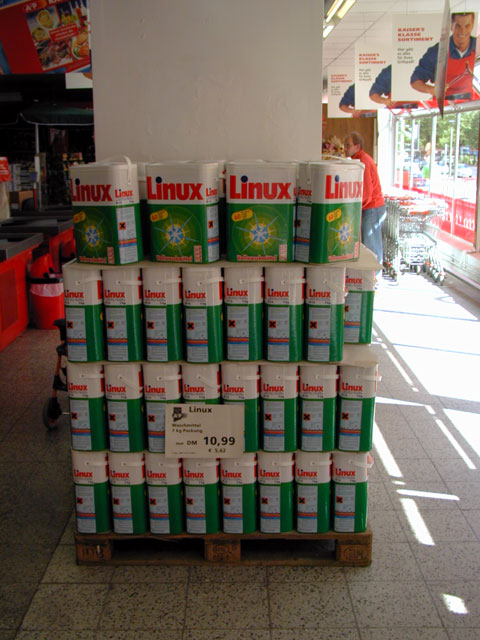
Detergente Linux en un supermercado.

Linux Vollwaschmittel (en alemán, detergente Linux) es una marca de detergente fabricada por la empresa suiza Rösch. Es bien conocido en los países de habla alemana.

## Polémicas
Algunos han criticado que la marca use el término Linux,[cita requerida] que es el nombre del núcleo del sistema operativo GNU/Linux. Sin embargo, debido a que no utiliza la marca comercial como término relacionado con la tecnología o la computación, su uso no infringe la marca registrada de Linus Torvalds.
La fábrica que produce el detergente Linux no tiene nada que ver con el sistema operativo. El fabricante del detergente parece tener una preferencia por nombres del mundo de las computadoras, pues también ofrecen un quitamanchas llamado mäc oxi y un suavizante para la ropa llamado micro&soft.